# Caecognathia saikaiensis
Caecognathia saikaiensis är en kräftdjursart som först beskrevs av Nunomura 1992.  Caecognathia saikaiensis ingår i släktet Caecognathia och familjen Gnathiidae. Inga underarter finns listade i Catalogue of Life.